# Rákóczi Erzsébet (1654–1707)
Gróf rákóci és felsővadászi Rákóczi Erzsébet (Zboró, 1654. november 16. – Szávaújvár, 1707. november 8.) magyar nemesasszony, költő, levélíró, Rákóczi László és Bánffy Erzsébet leánya, Rákóczi Pál országbíró unokája, a Rákóczi-család katolikus ágának sarja.

## Élete, házassága
1664-ben teljes árvaságra jutott, ekkortól II. Rákóczi György fejedelem özvegye, Báthory Zsófia neveltette. 1668. február 8-án férjhez ment gróf  Erdődy Ádámhoz, azonban a házasságkötés után néhány hónappal özvegyen maradt. Két évvel később első férjének unokatestvérével, gróf Erdődy Györggyel (1645–1712) házasodott össze. A kezdetben boldognak tűnő házasságot a történelem hullámverései tették próbára. Thököly Imre hadai elszakították egymástól a házasfeleket, Erzsébet Krakkóban egyedül vészelte át a nehéz időszakot. Ekkortájt, 1685-ben hirtelen elhidegült férjétől; annyira, hogy kész volt akár zárdába is vonulni előle. Viszonyuk olyannyira elmérgesedett, hogy a kancellária tagjai előtt kellett megállapodást kötniük a viszony rendezéséről. Leveleiből is kitűnik, hogy mennyire volt elmérgesedve a köztük lévő kapcsolat: „kurva az anyja, eleget szóltak már kettőnkrűl, ugyan nem tehettek kárt, s bézártuk már alkalmasint hamisan szólott szájakat” a köztük lévő kapcsolatnak nem használt az sem, hogy pletykák terjengtek róla, aminek alapja lehetett az is, hogy Erzsébetet az 1670-es évektől igen közeli barátság fűzte Esterházy Pálhoz. Valószínűleg ebben az időben keletkezett első ismert verse, a Jaj, én szerencsétlen, jaj, én boldogtalan kezdetű. A több Zrínyi-imitációt is tartalmazó panaszéneket minden bizonnyal régi ismerősének és pártfogójának, a szintén költő Esterházy Pálnak szánta (ekkoriban választották nádorrá), mondván: Ne felejts el engem, régi szolgálódot, / Ha valami leszen, te fogd én pártomot.
A hathatós pártfogó és a békéltetésre felvonultatott esztergomi érsek elsimította a viszályt a házasfelek között. A régi harmónia azonban nem tért vissza: míg Erdődy György többnyire Bécsben tartózkodott, Erzsébet horvátországi birtokaikon töltötte idejét. Olyannyira nem tartott örökké a béke, hogy 1695-ben véglegesen megromlott kettejük házassága. Erzsébet 1707. november 8-án halt meg férjének szávaújvári kastélyában, honvágytól gyötörten. A Varasd megyei klanjeci kolostortemplom kriptájában temették el 1708 elején. Gyermekei nem voltak, birtokait rokonaira, Rákóczi Juliannára és II. Rákóczi Ferencre hagyta, akikhez barátságos viszony fűzte. Férjével 1672 és 1707 között egymáshoz írt 208 levele a kor egyik legjelentősebb levélgyűjteménye, fontos művelődéstörténeti dokumentum.

## Levelezése
- Gróf Rákóczi Erzsébet levelei Esterházy Pál herceghez, 1671–1704; sajtó alá rend. Uhl Gabriella; Scriptum, Szeged, 1994 (A Lymbus füzetei)
- Rákóczi Erzsébet levelei férjéhez, 1672–1707; szerk., előszó Benda Borbála és Várkonyi Gábor; Osiris, Bp., 2001 (Millenniumi magyar történelem. Források)